# V Giochi della penisola del Sud-est asiatico
I V Giochi della penisola del Sud-est asiatico si sono svolti a Yangon (Birmania) dal 6 al 13 dicembre 1969.

## Paesi partecipanti
Ai giochi hanno partecipato atleti provenienti da sei nazioni: Birmania, Laos, Malaysia, Singapore, Vietnam e Thailandia.

## Sport
Gli atleti hanno gareggiato nei seguenti sport: sport acquatici, atletica leggera, badminton, pallacanestro, pugilato, ciclismo, calcio, ginnastica, judo, tiro, vela, tennis tavolo, tennis, pallavolo e sollevamento pesi.

## Medagliere
*   Paese ospitante
| Posiz. | Nazione    | Oro | Argento | Bronzo | Totale |
| ------ | ---------- | --- | ------- | ------ | ------ |
| 1      | Birmania*  | 57  | 46      | 46     | 149    |
| 2      | Thailandia | 32  | 32      | 45     | 109    |
| 3      | Singapore  | 31  | 39      | 23     | 93     |
| 4      | Malesia    | 16  | 24      | 39     | 79     |
| 5      | Vietnam    | 9   | 5       | 8      | 22     |
| 6      | Laos       | 0   | 0       | 3      | 3      |
| Totale | Totale     | 145 | 146     | 164    | 455    |